# Юкечева, Ольга Львовна
Ольга Львовна Юкечева — российская актриса и режиссёр.

## Биография
Ольга Львовна Юкечева с 1988 года — актриса, а с момента смерти Дмитрия Покровского (1996) — режиссёр Ансамбля Дмитрия Покровского. Более чем за 15 лет работы режиссёром этого коллектива она (в содружестве с музыкальным руководителем Марией Нефедовой и всеми артистами ансамбля) поставила множество номеров и театрализованных программ: «Улари-удила», «Игрища» (на музыку В. Николаева), «Море» (на музыку И.Юсуповой), «Небылицы в лицах», «Торжествуй, Россия!» (музыка эпохи Петра I), «Лики любви русской деревни», «Солдатский реквием» (муз. В. Дашкевича) и другие. Программы были показаны в лучших концертных залах России и других стран (Берлинская, Кёльнская, Токийская, Лос-Анджелесская Филармонии, Симфони-Холл Сан-Франциско, Бирмингемский Симфони-Холл, Лондонский Барбикан, Брукнерхаус, штаб-квартира ЮНЕСКО в Париже, Зал им. Чайковского, Московский Международный Дом Музыки, Санкт-Петербургская Капелла, Смольный собор СПб и др). К 40-летию ансамбля в сезон 2012—2013 годов О. Юкечева осуществила с ансамблем серию премьер на сцене Московского Дома музыки, в числе которых «Романс в письмах» (посвящена победе 1812 года), «Парасказки» (на темы фольклорных сказок и сказок А.Пушкина), «Слово о полку Игореве» (музыка А.Шелыгина). Голос О. Юкечевой звучит на всех дисках ансамбля с народной и авторской музыкой. В 2023 году состоялась серия юбилейных концертов к 50-летию Ансамбля Дмитрия Покровского, в которых Ольга Юкечева приняла участие как режиссёр (музыкальная фантазия на тему сказок Ф. Сологуба "Ночные пляски") и вокалистка.

"Ночные пляски" на сцене Московского Дома композиторов

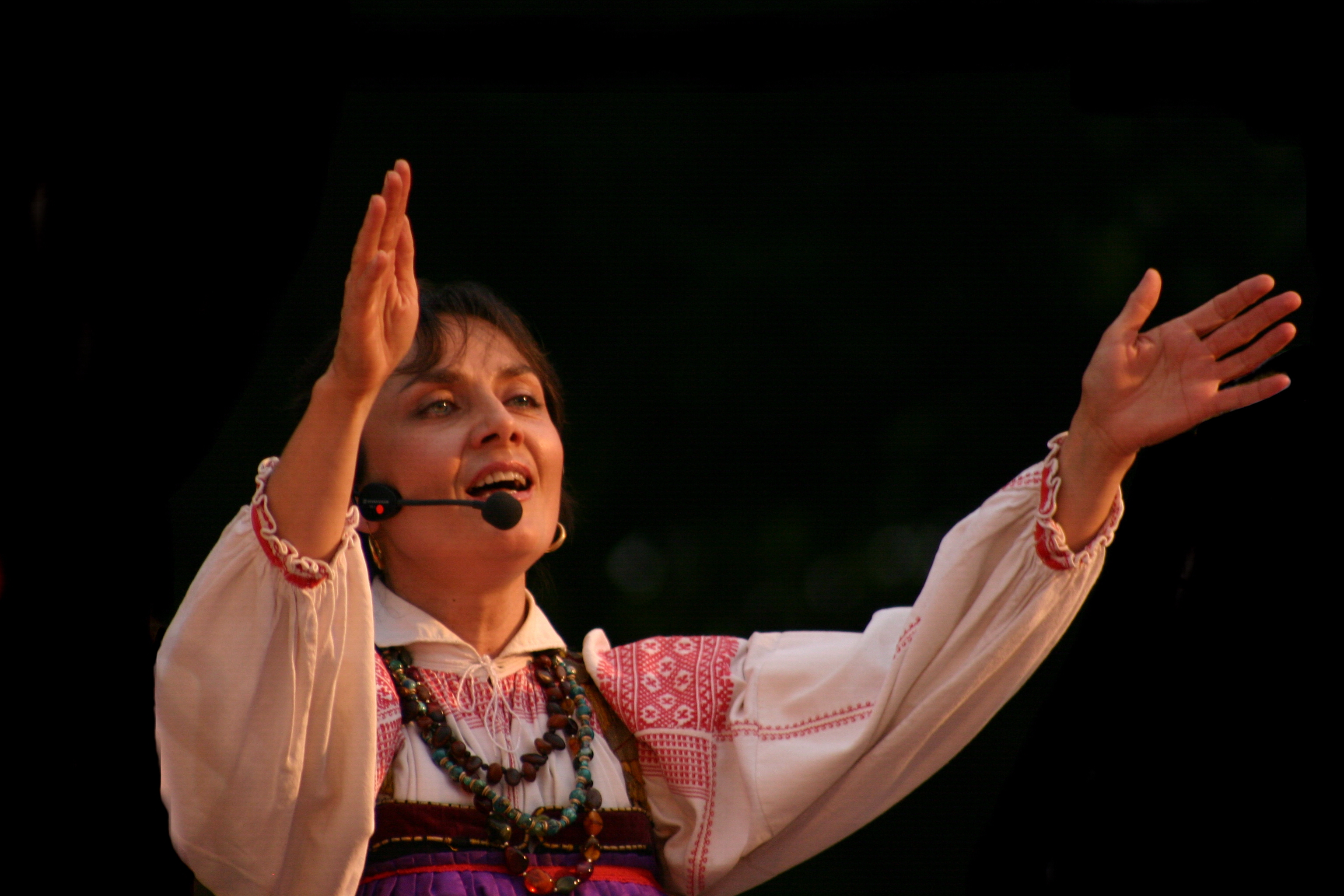
О.Юкечева в концерте Ансамбля Покровского

О. Юкечева была занята в качестве актрисы и вокалистки в ряде спектаклей московских театров и антреприз: «Борис Годунов», «Медея», «Марат-Сад», «Антигона» (Ю. Любимов), «Татьяна Репина» (спектакль ТЮЗа и Авиньонского фестиваля, который был сыгран в авиньонской церкви), «Старосветская любовь» (В.Фокин), «Семеро святых из деревни Брюхо», «На всякого мудреца довольно простоты» (В. Мирзоев), «Квадратные круги» (Тони Харрисон — английский поэт, драматург и режиссёр), "Цари", реж. М. Левитин (театр Эрмитаж), роль княгини Ольги в этно-опере И.Матвиенко «Князь Владимир» (премьера 5 февраля 2025 в Государственном Кремлевском дворце) и других. Она неоднократно выступала в качестве педагога-репетитора на спектаклях, в том числе в театре Комеди Франсез на спектакле «Месяц в деревне». О. Юкечева преподаёт студентам творческих ВУЗов и ведёт мастер-классы по народному танцу и сценическому движению в нашей стране и за рубежом.

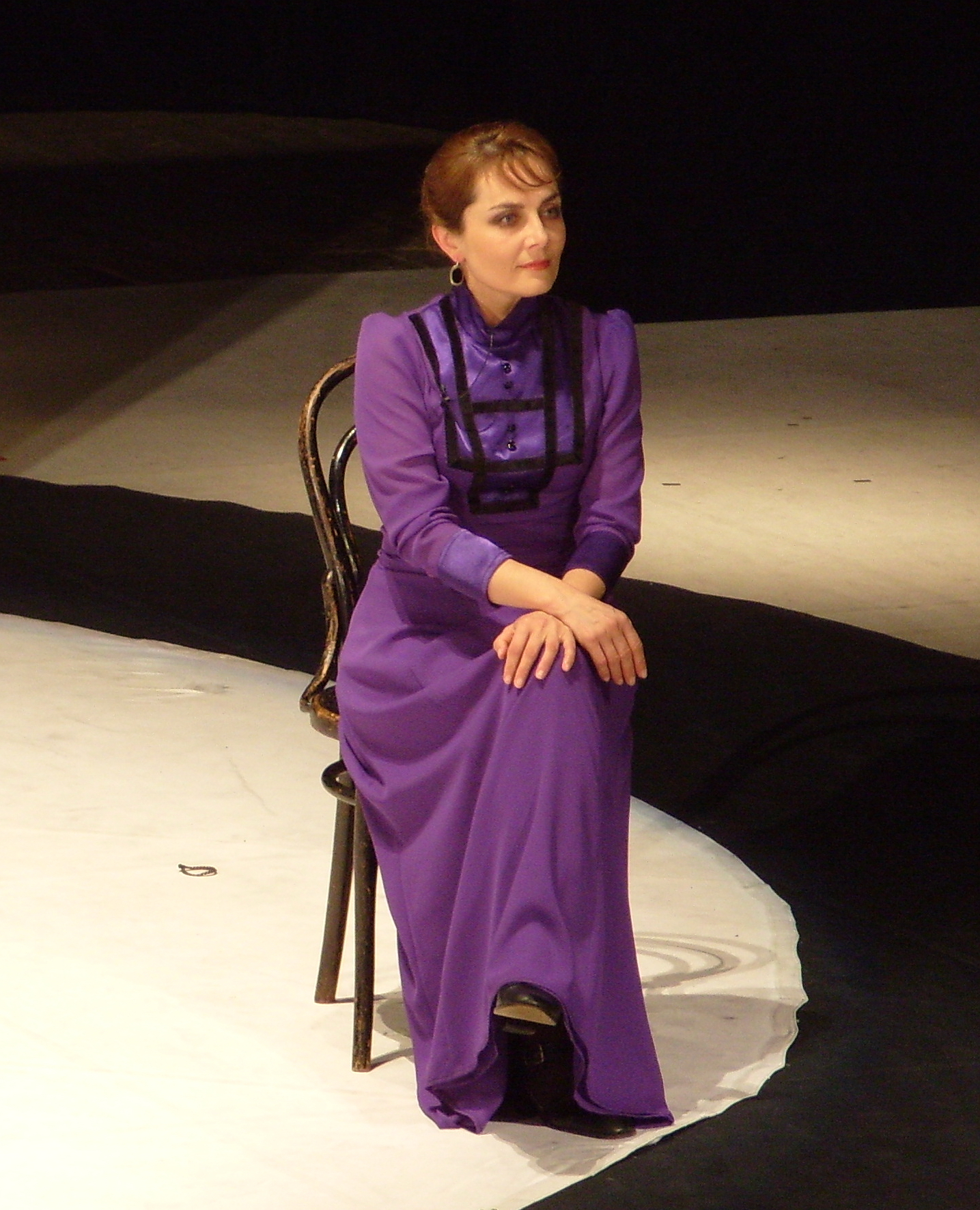
О.Юкечева в спектакле Театра на Таганке «Квадратные круги»

О. Юкечева успешно работает в кино (вокал, озвучка, народный танец, консультирование по вопросам народной культуры, тренинги с актёрами). В фильме реж. А.Смирнова «Жила-была одна баба» рефреном звучит её голос. Одновременно она является музыкальным продюсером этого фильма. О. Юкечева участвовала в работе над телесериалом 2014 года «Две зимы и три лета» (консультант, вокал), а также в записи саундтрека к фильму "Викинг"(2016). О. Юкечева — одна из двух авторов (в соавторстве с А.Торстенсеном) телефильма «Играем Покровского» (эфир 3.03.2011 на канале «Культура»). Она нередко участвует в музыкальных программах на федеральных и местных теле и радиоканалах в качестве исполнителя, автора и соведущей, входит в жюри конкурсов.
О. Юкечева имеет опубликованные работы по народной культуре в периодических изданиях. В 1995 году она была награждена премией журнала «Новый мир» за лучшую публикацию («Среди пламени стою, песнь плачевную пою») . О. Юкечева является одним из авторов либретто музыкальной версии «Слова о полку Игореве» композитора Алексея Шелыгина.
Окончила ГИТИС им. А. В. Луначарского в 1989 году. Член Союза театральных деятелей.

## Публикации и статьи
- О. Юкечева Среди пламени стою, песнь плачевную пою. журнал «Новый мир» №4. — 1995.
- О. Юкечева Живая энергия танца. «Искусство» №17 (изд. дом «1 сентября»). — 2010.
- О. Юкечева Не сказка-побаска, а жизнь бывала. «Искусство» №17 (изд. дом «1 сентября»). — 2010.
- Хуан Карлос - муж Костромы «Независимая газета» 2 июня. — 2004.
- Фольклор - та же добыча радия газета «Известия» 7 февраля. — 2003.
- A Rite This Spring журнал New York 23 мая (о премьере «Свадебки» И. Стравинского). — 1994.